# Faris ad-Din Aktaj
Faris al-Din Aktaj al-Džamdar (arabsko فارس الدين أقطاى الجمدار) je bil kipčaški emir in vodja egiptovskih bahrijskih mamelukov in aktivni udeleženec sedme križarske vojne, * ni znano, †  1254. 

## Biografija
Po smrti ajubidskega sultana as-Saliha Ajuba je bil Aktaj poslan v Hasankejf, da bi v Egipt pripeljal al-Muazama Turanšaha, sina in dediča pokojnega sultana. Med bitko pri al-Mansuri je bil eden od mameluških poveljnikov, ki so premagali frankovske sile pod poveljstvom francoskega kralja Ludvika IX.
Aktaj je bil tudi eden od mamelukov, ki so sodelovali pri umoru Turanšaha po bitki pri al-Mansuri. 
V času sultana Ajbaka je vodil egiptovske sile, ki so oktobra 1250 pri Gazi premagale vojsko ajubidskega vladarja Sirije an-Nasirja Jusufa. Kot general je odigral ključno vlogo pri končnem porazu an-Nasirja Jusufa v bitki pri al-Kuri. 
Leta 1251 je osvojil dele Sirije, leta 1252 pa je pristaniško mesto Aleksandrija v severnem Egiptu postalo njegova lastna domena. Znan je bil po svoji predanosti islamu in ostrem ravnanju s krščansko manjšino. 
Leta 1252 je skupaj s Farisom al-Dinom Aktajem al-Mustaribom zatrl velik upor, ki ga je v Srednjem in Zgornjem Egiptu vodil al-Šarif Hisn al-Din Thalab. 
Ker je Ajbak menil, da Aktaj in njegovi Mameluki kljubujejo njegovi avtoriteti in tako rekoč ustanavljajo državo znotraj njegove države, se je odločil, da ga bo ubil. V zaroti, v katero so bili vpleteni Ajbak, Kutuz in nekaj drugih mamelukov, je bil Aktaj v sultanovi trdnjavi umorjen, njegovi mameluki, vključno z njegovim prijateljem Bajbarsom al-Bundukdarijem, pa so pobegnili v Sirijo in al-Karak.

## Vir
- Jörg-Dieter Brandes. Die Mameluken. Aufstieg und Fall einer Sklavendespotie. WMA, Wiesbaden 2007.